# سونيك بوم: شاتريد كرستال
سونيك بوم: شاتريد كرستال (بالإنجليزية: Sonic Boom: Shattered Crystal)، هي لعبة فيديو أمريكية، صدرت اللعبة في الأسواق سنة 2014، وتعمل حصرياً لمنصة نينتندو 3دي إس.